# Ron Noades
Ron Noades (22 de junio de 1937 - 24 de diciembre de 2013) fue un empresario inglés que tenía una fuerte conexión con las inversiones en los clubes de fútbol. En su tiempo, él fue presidente de Southall, Wimbledon, Crystal Palace y Brentford entre 1981 y 1998.

## Fútbol

### Crystal Palace
Como presidente de Crystal Palace, llevó al equipo a través de su período más brillante, que incluyó el ascenso a la antigua Primera División (1989), una final de la FA Cup (1990), un tercer puesto en la primera división (1991), y una victoria en la Copa del Zenith Data Systems (también 1991).
En 1991, Noades provocó controversia con sus comentarios sobre la composición racial de su equipo: "Los jugadores negros en este club prestan el lado de mucha habilidad y talento, pero también se necesitan los jugadores blancos para equilibrar las cosas y darle al equipo un cerebro y un poco de sentido común".

## Muerte
Noades murió el 24 de diciembre de 2013 después de una batalla contra el cáncer de pulmón. Tenía 76 años de edad.